# Ministro plenipotenciário
No âmbito do direito internacional, um enviado extraordinário e ministro plenipotenciário ou simplesmente ministro plenipotenciário é um chefe de missão diplomática de categoria imediatamente inferior à de embaixador extraordinário e plenipotenciário. Uma missão diplomática chefiada por um ministro plenipotenciário designa-se "legação". 
Até à Segunda Guerra Mundial, os ministros plenipotenciários e as legações constituíam, respetivamente, a grande maioria dos chefes de missão e das missões diplomáticas existentes no mundo. No entanto, hoje em dia, estas categorias estão virtualmente obsoletas, tendo sido substituídas inteiramente por embaixadores e respetivas embaixadas.
Na linguagem corrente, os ministros plenipotenciários eram referidos apenas como "ministros", os quais não devem ser confundidos com os ministros membros dos governos. Os diplomatas equivalentes aos ministros plenipotenciários da Santa Sé tinham os títulos de "internúncios". 

## Caraterísticas
Até à Segunda Guerra Mundial, os estados só enviavam embaixadores como representantes diplomáticos junto das grandes potências ou de estados aliados. Na grande maioria dos estados estrangeiros, eram representados apenas por ministros plenipotenciários. 
Tal como os embaixadores, os ministro plenipotenciários eram acreditados junto dos chefes de Estado dos países de acolhimento. No entanto, ao contrário dos embaixadores, os ministros plenipotenciários não eram considerados representantes pessoais dos seus chefes de Estado. Por isso não tinham o privilégio de poder solicitar, a qualquer momento, uma audiência ao chefe de Estado acreditante, nem tinham direito ao tratamento de "sua excelência". O tratamento de "excelência", contudo, era-lhes dado em muitos países, apenas por cortesia. Por outro lado, enquanto que no protocolo e cerimonial de muitos estados, os embaixadores ocupavam frequentemente uma precedência imediata ou quase à do chefe de Estado, os ministros plenipotenciários ocupavam uma precedência muito inferior.
Depois da Segunda Guerra Mundial e no âmbito da doutrina de igualdade entre os estados soberanos das Nações Unidas, deixou de ser considerado aceitável tratar alguns estados como inferiores, enviando-lhes ministros plenipotenciários e outros como superiores, enviando-lhes embaixadores. Por essa razão, as legações foram gradualmente substituídas por embaixadas até meados da década de 1960, caindo em desuso a categoria de ministro plenipotenciário como chefe de missão diplomática.
A categoria de ministro plenipotenciário subsistiu contudo nas carreiras diplomáticas de alguns estados. Normalmente cabe-lhes exercer as funções de embaixador, de ministro-conselheiro de embaixada ou de cônsul-geral.

## Portugal
Tradicionalmente, até à Segunda Guerra Mundial, Portugal apenas tinha embaixadores em Londres, Madrid e Rio de Janeiro. Os representantes diplomáticos em todos os restantes estados eram ministros plenipotenciários, chefiando legações. Seguindo a tendência internacional, entre a Segunda Guerra Mundial e 1966, todas as legações de Portugal foram promovidas ao estatuto de embaixada e os respetivos postos de ministro plenipotenciário ao de embaixador, tornando efetivamente obsoletos aqueles.
Contudo, a categoria profissional de ministro plenipotenciário continuou a existir, sendo imediatamente inferior à de embaixador. Até 1992, a categoria dividia-se nas subcategorias de ministro plenipotenciário de 1ª classe e de ministro plenipotenciário de 2ª classe. O acesso à categoria de ministro plenipotenciário é realizado por concurso aberto aos conselheiros de embaixada com três ou mais anos de serviço efetivo na categoria e com, pelo menos, três classificações anuais de apto.